# Brigitte Macron
Brigitte Marie-Claude Trogneux (Amiens, 13 d'abril de 1953) és una professora de literatura i esposa d'Emmanuel Macron, President de la República Francesa i Copríncep d'Andorra. Ensenyava literatura al liceu Saint-Louis-de-Gonzague a París.

## Vida
Brigitte Marie-Claude Trogneux va néixer a Amiens, França. Els seus pares eren Jean Trogneux (1909-1994) i Simone Pujol (1910-1998), propietaris de l'antiga Xocolateria Trogneux. Era la petita de sis fills.
El 22 de juny de 1974, es va casar amb el banquer André-Louis Auzière, amb qui va tenir tres fills.
Brigitte Auzière va ensenyar francès i literatura a La Providence, una escola jesuïta a Amiens. En aquesta escola va conèixer per primer cop Emmanuel Macron. Macron va estudiar a les seves classes de literatura i ella s'encarregava de la classe de teatre on ell anava. La seva història d'amor no era típica, ja que ella era 24 anys i 8 mesos més gran, i Macron l'havia descrita com a "un amor sovint clandestí, sovint amagat, mal entès per molts abans d'imposar-se". Es va divorciar del seu marit el 2006 i es va casar amb Macron el 2007.
Brigitte Macron tingué un paper actiu en la campanya del seu marit; un assessor principal va dir que "la seva presència és essencial per a ell". També es rumorejava que ella és "una de les poques persones en qui confia". Macron va dir que si guanyava la seva campanya per la presidència francesa, la seva dona "tindrà el paper que sempre ha tingut amb mi, no estarà amagada".